# Großer Preis von Spanien 2019
Der Große Preis von Spanien 2019 (offiziell Formula 1 Emirates  Gran Premio de España 2019) fand am 12. Mai auf dem Circuit de Barcelona-Catalunya in Montmeló statt und war das fünfte Rennen der Formel-1-Weltmeisterschaft 2019.

## Bericht

### Hintergründe
Nach dem Großen Preis von Aserbaidschan führte Valtteri Bottas in der Fahrerwertung mit einem Punkt vor Lewis Hamilton und mit 35 Punkten vor Sebastian Vettel. In der Konstrukteurswertung führte Mercedes mit 74 Punkten vor Ferrari und mit 109 Punkten vor Red Bull Racing. 
Beim Großen Preis von Spanien stellte Pirelli den Fahrern die Reifenmischungen P Zero Hard (weiß, Mischung C1), P Zero Medium (gelb, C2) und P Zero Soft (rot, C3) sowie für Nässe Cinturato Intermediates (grün) und Cinturato Full-Wets (blau) zur Verfügung.
Es gab auf der Strecke zwei DRS-Zonen, die gegenüber dem Vorjahr unverändert blieben. Der Messpunkt für die erste Zone befand sich 86 Meter vor der Campsa, die Zone begann 40 Meter nach der Kurve. Der Messpunkt für die zweite DRS-Zone, die sich auf der Start-Ziel-Geraden befand, war die Safety-Car-Linie, aktiviert werden durfte das DRS dann 157 Meter nach der New Holland.
Romain Grosjean (acht), Lance Stroll (sieben), Max Verstappen, Vettel (jeweils fünf), Bottas (vier), Nico Hülkenberg, Sergio Pérez, Carlos Sainz jr. (jeweils drei), Pierre Gasly, Daniil Kwjat, Kimi Räikkönen und Daniel Ricciardo (jeweils zwei) gingen mit Strafpunkten ins Rennwochenende.
Mit Hamilton (dreimal), Räikkönen (zweimal), Verstappen und Vettel (jeweils einmal) traten vier ehemalige Sieger zu diesem Grand Prix an.
Als Rennkommissare für dieses Rennwochenende fungierten Garry Connelly (AUS), Enzo Spano (VEN), Danny Sullivan (USA) und David Domingo (ESP).

### Training
Im ersten freien Training fuhr Bottas mit einer Rundenzeit von 1:17,951 Minuten die Bestzeit vor Vettel und Charles Leclerc.
Im zweiten freien Training war Bottas erneut Schnellster, diesmal mit einer Rundenzeit von 1:17,284 Minuten. Zweiter wurde Hamilton vor Leclerc.
Im dritten freien Training erzielte Hamilton in 1:16,568 Minuten die schnellste Rundenzeit vor Leclerc und Bottas.

### Qualifying
Das Qualifying bestand aus drei Teilen mit einer Nettolaufzeit von 45 Minuten. Im ersten Qualifying-Segment (Q1) hatten die Fahrer 18 Minuten Zeit, um sich für das Rennen zu qualifizieren. Alle Fahrer, die im ersten Abschnitt eine Zeit erzielten, die maximal 107 Prozent der schnellsten Rundenzeit betrug, qualifizierten sich für den Grand Prix. Die besten 15 Fahrer erreichten den nächsten Teil. Bottas war Schnellster. Hülkenberg, Stroll und Antonio Giovinazzi sowie beide Williams-Piloten schieden aus.
Der zweite Abschnitt (Q2) dauerte 15 Minuten. Die schnellsten zehn Piloten qualifizierten sich für den dritten Teil des Qualifyings. Erneut war Bottas Schnellster. Die McLaren-Piloten, Alexander Albon, Pérez und Räikkönen schieden aus.
Der finale Abschnitt (Q3) ging über eine Zeit von zwölf Minuten, in denen die ersten zehn Startpositionen vergeben wurden. Bottas fuhr mit einer Rundenzeit von 1:15,406 Minuten die Bestzeit vor Hamilton und Vettel. Es war die neunte Pole-Position für Bottas in der Formel-1-Weltmeisterschaft.

### Rennen
Hülkenberg startete das Rennen aus der Boxengasse, da an seinem Wagen unter Parc-fermé-Bedingungen Frontflügel-Spezifikationen ausgetauscht wurden.
Bottas startete das Rennen von der Pole-Position, aber sein Teamkollege Hamilton erwischte vom zweiten Startplatz aus einen etwas besseren Start und übernahm die Führung in der ersten Kurve. Vettel brachte seinen Ferrari außerhalb von Kurve 1 kurzzeitig auf den zweiten Platz, während Bottas, der zwischen Vettel und Hamilton feststeckte, nachgeben musste. Vettel verbremste sich jedoch in Kurve 1 prompt und ermöglichte Bottas die Rückkehr auf den zweiten Platz. Verstappen nutzte den Streit der Ferrari in den ersten beiden Kurven aus, um mit einem Überholmanöver außerhalb von Vettel in Kurve 3 auf den dritten Platz vorzustoßen, und verteidigte souverän den letzten Podiumsplatz für den Rest des Rennens.
Während Vettel zu Beginn von der Ferrari-Boxenmauer angewiesen wurde, seinem Teamkollegen Leclerc den vierten Platz zu ermöglichen, tauschten die beiden später die Positionen zurück.
In Runde 44 wurde das Safety-Car durch die einzigen Ausfälle des Tages herausgeholt, als Stroll und Lando Norris in Kurve 2 kollidierten. Das Safety-Car schob das Feld 22 Runden vor Schluss zusammen, änderte aber letztendlich nichts an den Positionen. Das einzige Ergebnis des Safety-Car war der anschließende Kampf zwischen den beiden Haas-Fahrern, bei dem Kevin Magnussen seinen Teamkollegen Grosjean überholte, der am Ende des Rennens auf den 10. Platz zurückfiel.
Hamilton gewann das Rennen vor Bottas und Verstappen. Das Podium des Rennens war genau das gleiche wie im Vorjahr. Es war der 76. Sieg für Hamilton in der Formel-1-Weltmeisterschaft und der fünfte Doppelsieg für Mercedes im fünften Rennen. Die restlichen Punkteplatzierungen belegten Vettel, Leclerc, Gasly, Magnussen, Sainz jr., Kwjat und Grosjean. Hamilton erzielte die schnellste Rennrunde und erhielt daher einen zusätzlichen Punkt. Er verpasste den Grand Slam nur, weil er nicht von der Pole-Position startete.
In der Fahrerwertung übernahm Hamilton die Führung in der Gesamtwertung vor Bottas. Verstappen war nun wieder Dritter. In der Konstrukteurswertung blieben die ersten drei Positionen unverändert.

## Meldeliste
| Team                             | Nr. | Fahrer             | Chassis                       | Motor                         | Reifen |
| -------------------------------- | --- | ------------------ | ----------------------------- | ----------------------------- | ------ |
| Mercedes-AMG Petronas Motorsport | 44  | Lewis Hamilton     | Mercedes-AMG F1 W10 EQ Power+ | Mercedes-AMG F1 M10 EQ Power+ | P      |
| Mercedes-AMG Petronas Motorsport | 77  | Valtteri Bottas    | Mercedes-AMG F1 W10 EQ Power+ | Mercedes-AMG F1 M10 EQ Power+ | P      |
| Scuderia Ferrari Mission Winnow  | 05  | Sebastian Vettel   | Ferrari SF90                  | Ferrari 064                   | P      |
| Scuderia Ferrari Mission Winnow  | 16  | Charles Leclerc    | Ferrari SF90                  | Ferrari 064                   | P      |
| Aston Martin Red Bull Racing     | 33  | Max Verstappen     | Red Bull Racing RB15          | Honda RA619H                  | P      |
| Aston Martin Red Bull Racing     | 10  | Pierre Gasly       | Red Bull Racing RB15          | Honda RA619H                  | P      |
| Renault F1 Team                  | 03  | Daniel Ricciardo   | Renault R.S.19                | Renault E-Tech 19             | P      |
| Renault F1 Team                  | 27  | Nico Hülkenberg    | Renault R.S.19                | Renault E-Tech 19             | P      |
| Rich Energy Haas F1 Team         | 08  | Romain Grosjean    | Haas VF-19                    | Ferrari 064                   | P      |
| Rich Energy Haas F1 Team         | 20  | Kevin Magnussen    | Haas VF-19                    | Ferrari 064                   | P      |
| McLaren F1 Team                  | 55  | Carlos Sainz jr.   | McLaren MCL34                 | Renault E-Tech 19             | P      |
| McLaren F1 Team                  | 04  | Lando Norris       | McLaren MCL34                 | Renault E-Tech 19             | P      |
| SportPesa Racing Point F1 Team   | 11  | Sergio Pérez       | Racing Point RP19             | BWT Mercedes                  | P      |
| SportPesa Racing Point F1 Team   | 18  | Lance Stroll       | Racing Point RP19             | BWT Mercedes                  | P      |
| Alfa Romeo Racing                | 07  | Kimi Räikkönen     | Alfa Romeo Racing C38         | Ferrari 064                   | P      |
| Alfa Romeo Racing                | 99  | Antonio Giovinazzi | Alfa Romeo Racing C38         | Ferrari 064                   | P      |
| Red Bull Toro Rosso Honda        | 26  | Daniil Kwjat       | Scuderia Toro Rosso STR14     | Honda RA619H                  | P      |
| Red Bull Toro Rosso Honda        | 23  | Alexander Albon    | Scuderia Toro Rosso STR14     | Honda RA619H                  | P      |
| ROKiT Williams Racing            | 63  | George Russell     | Williams FW42                 | Mercedes-AMG F1 M10 EQ Power+ | P      |
| ROKiT Williams Racing            | 88  | Robert Kubica      | Williams FW42                 | Mercedes-AMG F1 M10 EQ Power+ | P      |

## Klassifikationen

### Qualifying
| Pos.                                                                      | Fahrer             | Konstrukteur              | Q1       | Q2       | Q3       | Start |
| ------------------------------------------------------------------------- | ------------------ | ------------------------- | -------- | -------- | -------- | ----- |
| 01                                                                        | Valtteri Bottas    | Mercedes                  | 1:16,979 | 1:15,924 | 1:15,406 | 01    |
| 02                                                                        | Lewis Hamilton     | Mercedes                  | 1:17,292 | 1:16,038 | 1:16,040 | 02    |
| 03                                                                        | Sebastian Vettel   | Ferrari                   | 1:17,425 | 1:16,667 | 1:16,272 | 03    |
| 04                                                                        | Max Verstappen     | Red Bull Racing-Honda     | 1:17,244 | 1:16,726 | 1:16,357 | 04    |
| 05                                                                        | Charles Leclerc    | Ferrari                   | 1:17,338 | 1:16,714 | 1:16,588 | 05    |
| 06                                                                        | Pierre Gasly       | Red Bull Racing-Honda     | 1:17,862 | 1:16,932 | 1:16,708 | 06    |
| 07                                                                        | Romain Grosjean    | Haas-Ferrari              | 1:18,042 | 1:17,066 | 1:16,911 | 07    |
| 08                                                                        | Kevin Magnussen    | Haas-Ferrari              | 1:17,669 | 1:17,272 | 1:16,922 | 08    |
| 09                                                                        | Daniil Kwjat       | Scuderia Toro Rosso-Honda | 1:17,914 | 1:17,243 | 1:17,573 | 09    |
| 10                                                                        | Daniel Ricciardo   | Renault                   | 1:18,385 | 1:17,299 | 1:18,106 | 13    |
| 11                                                                        | Lando Norris       | McLaren-Renault           | 1:17,611 | 1:17,338 | –        | 10    |
| 12                                                                        | Alexander Albon    | Scuderia Toro Rosso-Honda | 1:17,796 | 1:17,445 | –        | 11    |
| 13                                                                        | Carlos Sainz jr.   | McLaren-Renault           | 1:17,760 | 1:17,599 | –        | 12    |
| 14                                                                        | Kimi Räikkönen     | Alfa Romeo Racing-Ferrari | 1:18,132 | 1:17,788 | –        | 14    |
| 15                                                                        | Sergio Pérez       | Racing Point-BWT Mercedes | 1:18,286 | 1:17,886 | –        | 15    |
| 16                                                                        | Nico Hülkenberg    | Renault                   | 1:18,404 | –        | –        | Box   |
| 17                                                                        | Lance Stroll       | Racing Point-BWT Mercedes | 1:18,471 | –        | –        | 16    |
| 18                                                                        | Antonio Giovinazzi | Alfa Romeo Racing-Ferrari | 1:18,664 | –        | –        | 18    |
| 19                                                                        | George Russell     | Williams-Mercedes         | 1:19,072 | –        | –        | 19    |
| 20                                                                        | Robert Kubica      | Williams-Mercedes         | 1:20,254 | –        | –        | 17    |
| 107-Prozent-Zeit: 1:22,367 min (bezogen auf Q1-Bestzeit von 1:16,979 min) |                    |                           |          |          |          |       |

Anmerkungen
1. ↑  Ricciardo wurde für das Verursachen einer Kollision im vorherigen Rennen um drei Startplätze nach hinten versetzt.
2. ↑  Hülkenberg musste aus der Boxengasse starten, da nach dem Qualifying eine Frontflügel-Spezifikation an seinem Auto gewechselt wurde.
3. ↑  Giovinazzi wurde wegen eines vorzeitigen Getriebewechsels um fünf Startplätze nach hinten versetzt.
4. ↑  Russell wurde wegen eines vorzeitigen Getriebewechsels um fünf Startplätze nach hinten versetzt.

### Rennen
| Pos. | Fahrer             | Konstrukteur              | Runden | Stopps | Zeit        | Start | Schnellste Runde |
| ---- | ------------------ | ------------------------- | ------ | ------ | ----------- | ----- | ---------------- |
| 01   | Lewis Hamilton     | Mercedes                  | 66     | 2      | 1:35:40,443 | 02    | 1:18,492 (54.)   |
| 02   | Valtteri Bottas    | Mercedes                  | 66     | 2      | + 4,074     | 01    | 1:18,737 (55.)   |
| 03   | Max Verstappen     | Red Bull Racing-Honda     | 66     | 2      | + 7,679     | 04    | 1:19,769 (57.)   |
| 04   | Sebastian Vettel   | Ferrari                   | 66     | 2      | + 9,167     | 03    | 1:19,820 (64.)   |
| 05   | Charles Leclerc    | Ferrari                   | 66     | 2      | + 13,361    | 05    | 1:20,002 (57.)   |
| 06   | Pierre Gasly       | Red Bull Racing-Honda     | 66     | 2      | + 19,576    | 06    | 1:20,536 (57.)   |
| 07   | Kevin Magnussen    | Haas-Ferrari              | 66     | 2      | + 28,159    | 08    | 1:20,770 (66.)   |
| 08   | Carlos Sainz jr.   | McLaren-Renault           | 66     | 2      | + 32,342    | 12    | 1:20,859 (59.)   |
| 09   | Daniil Kwjat       | Scuderia Toro Rosso-Honda | 66     | 2      | + 33,056    | 09    | 1:20,726 (64.)   |
| 10   | Romain Grosjean    | Haas-Ferrari              | 66     | 2      | + 34,641    | 07    | 1:21,057 (64.)   |
| 11   | Alexander Albon    | Scuderia Toro Rosso-Honda | 66     | 2      | + 35,445    | 11    | 1:21,028 (65.)   |
| 12   | Daniel Ricciardo   | Renault                   | 66     | 2      | + 36,758    | 13    | 1:20,615 (56.)   |
| 13   | Nico Hülkenberg    | Renault                   | 66     | 1      | + 39,241    | Box   | 1:21,282 (65.)   |
| 14   | Kimi Räikkönen     | Alfa Romeo Racing-Ferrari | 66     | 2      | + 41,803    | 14    | 1:21,382 (66.)   |
| 15   | Sergio Pérez       | Racing Point-BWT Mercedes | 66     | 2      | + 46,877    | 15    | 1:21,859 (65.)   |
| 16   | Antonio Giovinazzi | Alfa Romeo Racing-Ferrari | 66     | 2      | + 47,691    | 18    | 1:21,833 (64.)   |
| 17   | George Russell     | Williams-Mercedes         | 65     | 2      | + 1 Runde   | 19    | 1:22,382 (64.)   |
| 18   | Robert Kubica      | Williams-Mercedes         | 65     | 2      | + 1 Runde   | 17    | 1:23,202 (65.)   |
| –    | Lance Stroll       | Racing Point-BWT Mercedes | 44     | 1      | DNF         | 16    | 1:23,226 (28.)   |
| –    | Lando Norris       | McLaren-Renault           | 44     | 1      | DNF         | 10    | 1:22,561 (28.)   |

## WM-Stände nach dem Rennen
Die ersten zehn des Rennens bekamen 25, 18, 15, 12, 10, 8, 6, 4, 2 bzw. 1 Punkt(e). Zusätzlich gab es einen Punkt für die schnellste Rennrunde, da der Fahrer unter den ersten zehn landete.

### Fahrerwertung
| Pos. | Fahrer           | Konstrukteur              | Punkte |
| ---- | ---------------- | ------------------------- | ------ |
| 01   | Lewis Hamilton   | Mercedes                  | 112    |
| 02   | Valtteri Bottas  | Mercedes                  | 105    |
| 03   | Max Verstappen   | Red Bull Racing-Honda     | 66     |
| 04   | Sebastian Vettel | Ferrari                   | 64     |
| 05   | Charles Leclerc  | Ferrari                   | 57     |
| 06   | Pierre Gasly     | Red Bull Racing-Honda     | 21     |
| 07   | Kevin Magnussen  | Haas-Ferrari              | 14     |
| 08   | Sergio Pérez     | Racing Point-BWT Mercedes | 13     |
| 09   | Kimi Räikkönen   | Alfa Romeo Racing-Ferrari | 13     |
| 10   | Lando Norris     | McLaren-Renault           | 12     |

| Pos. | Fahrer             | Konstrukteur              | Punkte |
| ---- | ------------------ | ------------------------- | ------ |
| 11   | Carlos Sainz jr.   | McLaren-Renault           | 10     |
| 12   | Daniel Ricciardo   | Renault                   | 6      |
| 13   | Nico Hülkenberg    | Renault                   | 6      |
| 14   | Lance Stroll       | Racing Point-BWT Mercedes | 4      |
| 15   | Alexander Albon    | Scuderia Toro Rosso-Honda | 3      |
| 16   | Daniil Kwjat       | Scuderia Toro Rosso-Honda | 3      |
| 17   | Romain Grosjean    | Haas-Ferrari              | 1      |
| 18   | Antonio Giovinazzi | Alfa Romeo Racing-Ferrari | 0      |
| 19   | George Russell     | Williams-Mercedes         | 0      |
| 20   | Robert Kubica      | Williams-Mercedes         | 0      |

### Konstrukteurswertung
| Pos. | Konstrukteur              | Punkte |
| ---- | ------------------------- | ------ |
| 1    | Mercedes                  | 217    |
| 2    | Ferrari                   | 121    |
| 3    | Red Bull Racing-Honda     | 87     |
| 4    | McLaren-Renault           | 22     |
| 5    | Racing Point-BWT Mercedes | 17     |

| Pos. | Konstrukteur              | Punkte |
| ---- | ------------------------- | ------ |
| 06   | Haas-Ferrari              | 15     |
| 07   | Alfa Romeo Racing-Ferrari | 13     |
| 08   | Renault                   | 12     |
| 09   | Scuderia Toro Rosso-Honda | 6      |
| 10   | Williams-Mercedes         | 0      |